# Pablo Vegetti
Pablo Ezequiel Vegetti Pfaffen (ur. 15 października 1988 w Santo Domingo) – argentyński piłkarz występujący na pozycji napastnika, od 2023 roku zawodnik brazylijskiego Vasco da Gama.